# Avenue

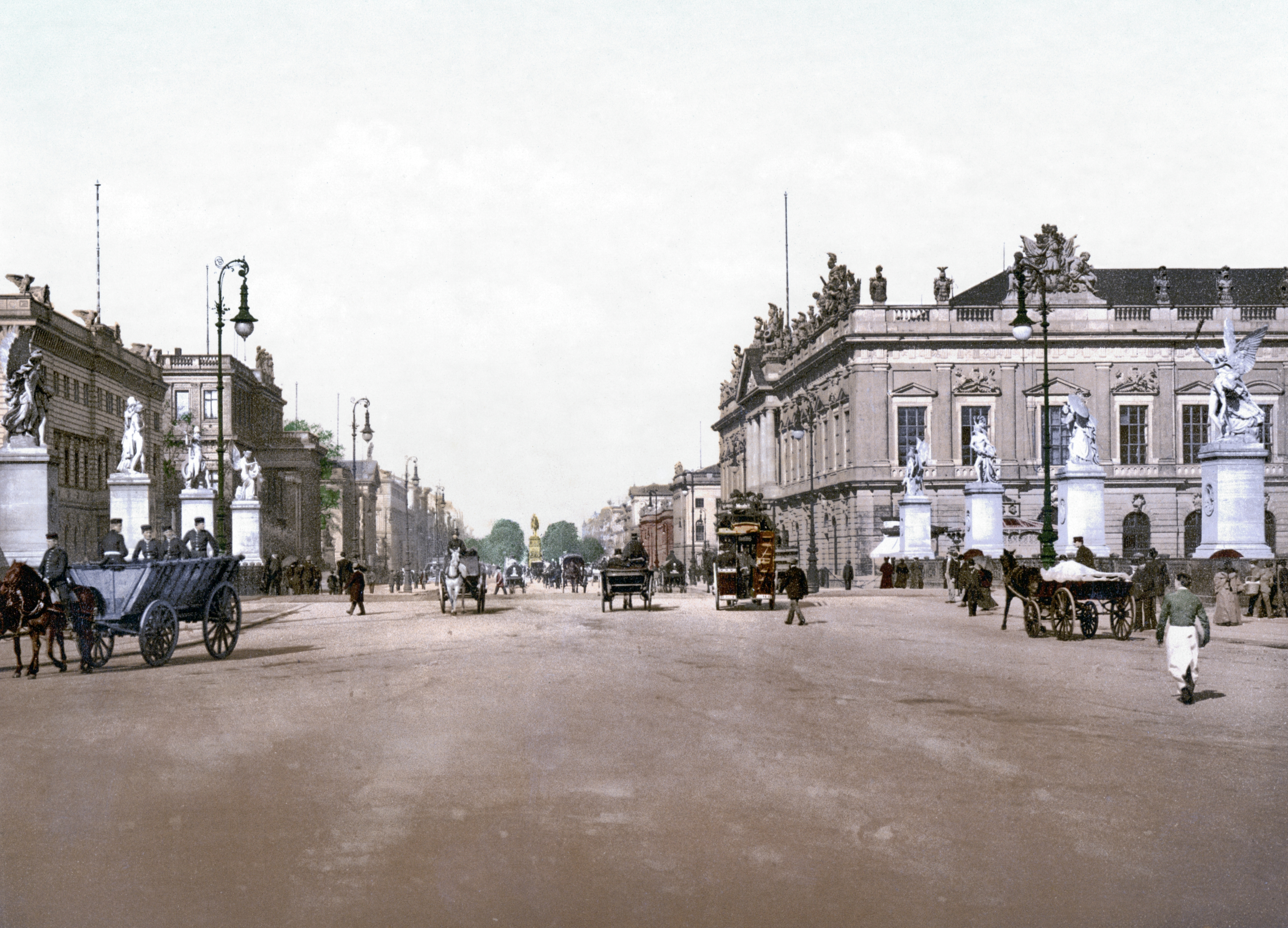
Prachtstraße Unter den Linden in Berlin – Blick von der Schloßbrücke (um 1900)

Avenue [avəˈnyː] (französisch aus lat. advenire, „ankommen“) oder ['ævənjuː] (englisch) ist eine Bezeichnung für eine meist mit Bäumen bestandene breite Straße in Städten. Im Deutschen existieren dafür die Bezeichnungen „Prachtstraße“ oder „Prunkstraße“. In russischsprachigen Gegenden ist der Begriff „Prospekt“ (russisch проспект, von lateinisch: prōspectus [m.], „Aussicht“, „Hinblick“; kurz: Pr. oder Prosp.) üblich.

## Etymologie
Etymologisch hat das Wort „Avenue“ einen Bedeutungswandel vollzogen. Ursprünglich bedeutete „Avenue“ in der französischen Sprache „Ankunft“, dann im 16. Jahrhundert „Auffahrt“, im 17. Jahrhundert „Allee“ und schließlich im 19. Jahrhundert „breite Straße in einer Stadt“. Es ist das substantivierte Femininum des Partizips Perfekt vom veralteten „avenir“ (ankommen), das sich auch in der spanisch-portugiesischen Doublette „Avenida“ widerspiegelt.

## Pariser Avenues

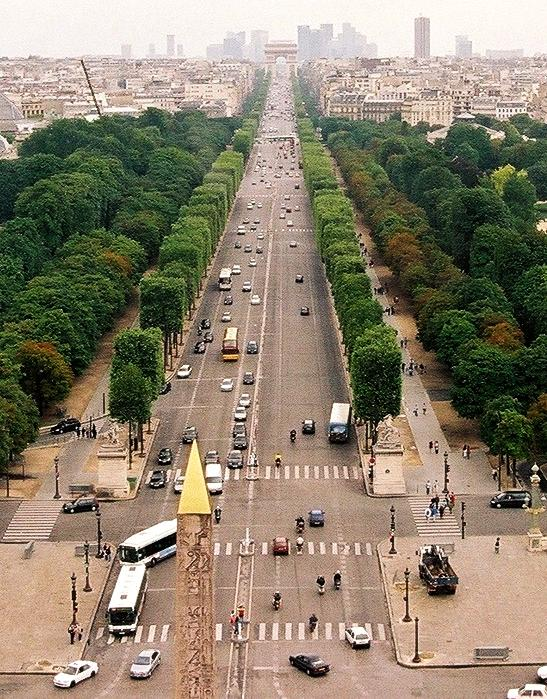
Avenue des Champs Élysées in Paris

Die französischen Architekten und Ingenieure Grillon, Callou und Jacoubet präsentierten in der Folge der Ereignisse der Februarrevolution 1848 für Paris im Juni 1848 ein Straßenkonzept, mit dessen Hilfe „Truppen sich schneller fortbewegen und ‚en masse‘ durch Paris transportiert werden konnten, um zum Bestimmungsort zu gelangen“. Am 8. August 1848 wurde dieses Straßenkonzept dem Innenminister vorgestellt. Doch erst der Pariser Stadtplaner Georges-Eugène Haussmann begann nach seiner Ernennung zum Präfekten im Juni 1853 mit der konsequenten Konzipierung breit angelegter und geradliniger Straßen, um das wirre mittelalterliche Pariser Straßenmuster zu entflechten und eine kürzere Verbindung zu den neu angelegten Bahnhöfen zu ermöglichen. Hauptziel war nun die kürzere Verkehrsführung; Truppentransporte im Falle von Aufständen schneller durchzuführen, war allenfalls ein Nebenziel.
Berühmteste der Pariser Avenues und weltweit bekannteste Straße in Paris ist die Avenue des Champs-Élysées. Sie entstand bereits im Jahre 1616 durch Marie de Médicis, als sie hier Land erworben hatte, mit Ulmen und Linden in Viererreihen bepflanzte und die zu errichtende Straße zunächst „Cours la Reine“ nannte. Ab 1670 wurde die Promenade „Grand Cours“ genannt, als sie vom Gartenbauarchitekten André Le Nôtre durchschnitten und verlängert wurde; erst am 2. März 1864 erhielt die mit einer Länge von 1910 Metern und 70 Metern Breite nach Norden ausgebaute Straße ihren heutigen Namen. Die intensivste Bauphase lag zwischen 1670 und 1723, als zugleich auch neue Bäume gepflanzt wurden.
Eine der ersten und zugleich mit 120 Metern die bis heute breiteste war die zur ehemaligen Place Charles de Gaulle führende Avenue Foch (früher: Avenue de l’Impératrice). Nachdem der in Paris lebende Kölner Architekt Jakob Ignaz Hittorff und Haussmann sich erstmals im September 1853 getroffen hatten, schlug Hittorff ihm eine Verbindungsstraße zwischen dem heutigen Triumphbogen und dem Bois de Boulogne mit 37 Metern Breite vor, Haussmann verlangte jedoch 120 Meter. In dieser Breite wurde sie gebaut und am 31. März 1854 eröffnet. Gemäß Dekret vom 3. Mai 1854 folgte die Avenue de l’Opera (698 m; ursprünglich: Avenue Napoléon). Zusammen mit den Boulevards dominierten die Avenues die Pariser Straßenstruktur und das Stadtbild.

## Abgrenzungen in Frankreich
Boulevards, Avenues und Alleen sind in Frankreich klar voneinander abzugrenzen. Boulevards waren ursprünglich Ringstraßen, die auf der Freifläche einer ehemaligen Stadtmauer angelegt wurden und deshalb halbkreisförmig verliefen (hierzu gehören die Grands Boulevards in Paris). Avenues waren – anders als die Boulevards – eigentlich nicht für Spaziergänger („flâneurs“) konzipiert, doch erfüllten sie diese Funktion und erhielten im Jahre 1878 Gaslaternen („becs intensifs“) und später auch Abwasservorrichtungen. Avenues waren als geradlinige Direktverbindung zur „banlieue“ (Vororte) gedacht; dieses Konzept wurde jedoch nicht konsequent verfolgt. Die Alleen waren zunächst ländliche Straßen mit Baumbepflanzung als Seitenbegrenzung, bevor sie nach 1670 die Vororte von Paris erreichten.

## Avenues in deutschen Städten

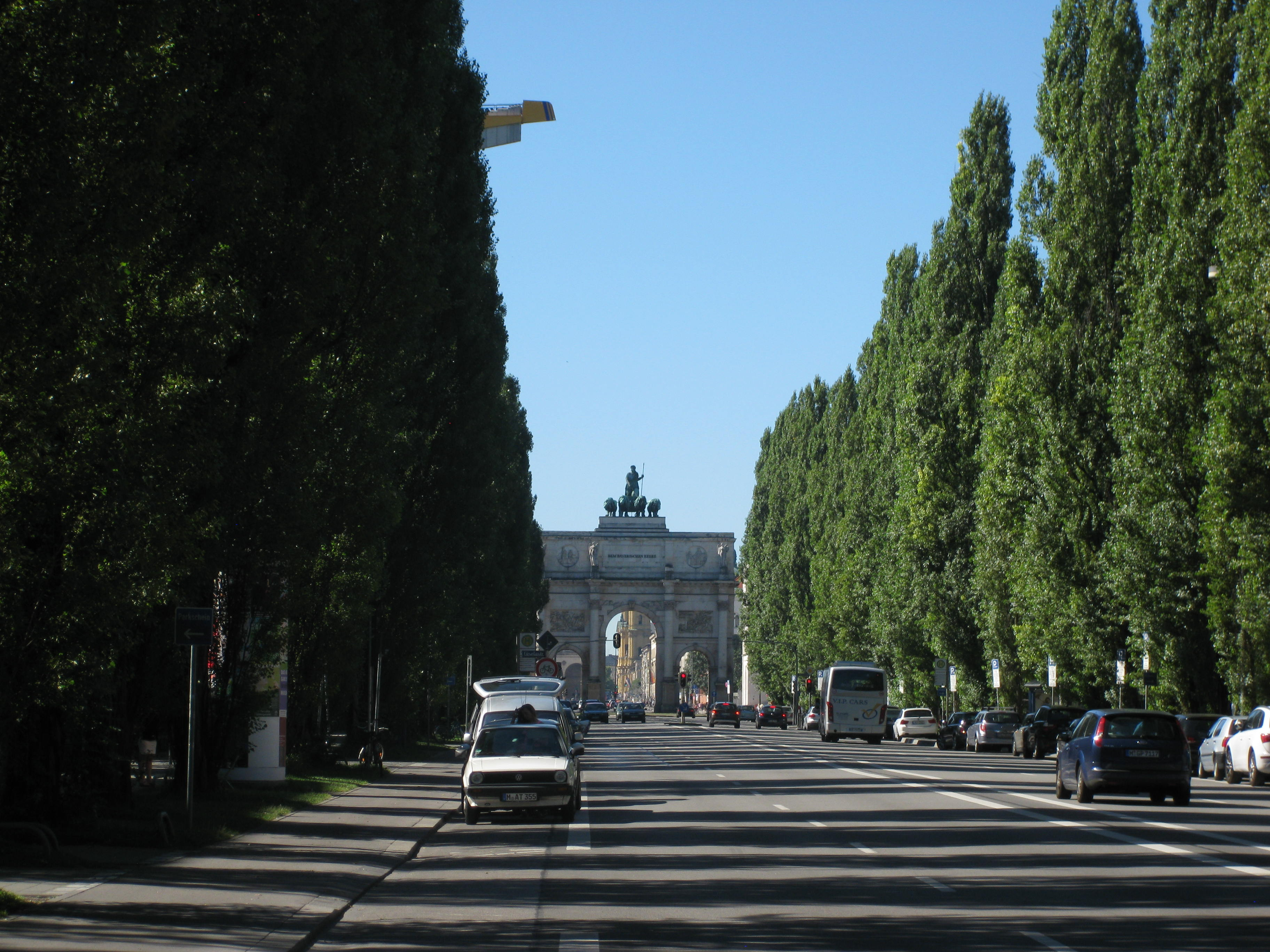
Leopoldstraße in München mit dem Siegestor, dahinter die Ludwigstraße

Am 18. Mai 1868 regte Otto von Bismarck in einem Brief an König Wilhelm von Preußen den Ausbau mehrerer Reitwege im Berliner Westen an, darunter auch den des Kurfürstendamms. Nachdem Bismarck anlässlich der Gründung des Deutschen Reichs 1871 aus Paris (er war dort 1862 für kurze Zeit Gesandter) nach Berlin zurückkam, votierte er unter dem Eindruck des von Georges-Eugène Haussmann geprägten Stadtbildes von Paris gegen den im Hobrecht-Plan vorgesehenen Ausbau des Kurfürstendamms als gehobene Wohnstraße. In seinem Brief vom 5. Februar 1873 an den Geheimen Kabinettsrat Karl von Wilmowski forderte er einen großzügigen Ausbau nach Vorbild der Avenue des Champs-Élysées in Paris. Im April 1881 entstand zu diesem Zweck das Konsortium „Kurfürsten Avenue Land Company Limited“ mit Sitz in London, ihm folgte am 22. Dezember 1882 die Kurfürstendamm-Gesellschaft zur Entwicklung des Kurfürstendamms. Am 5. Mai 1886 war der „Ku‘damm“ fertiggestellt.
Die bereits ein Jahrhundert zuvor entstandene Prachtstraße Unter den Linden mit ihrer Verlängerung Straße des 17. Juni mit Brandenburger Tor und Siegessäule ist nach wie vor die repräsentativste Avenue Berlins.
In München entstanden in Königlicher Zeit bereits seit 1808 nacheinander gleich vier Prachtstraßen, die teilweise durch repräsentative Plätze aufgelockert oder durch Fortführung ihrer Diagonalen mit angrenzenden Straßen verlängert wurden. Nach der Brienner Straße mit dem Königsplatz entstand mit der Ludwigstraße und der angrenzenden Leopoldstraße eine der monumentalsten Avenues Europas. Danach wurde die Maximilianstraße erbaut mit Fernsicht auf das Maximilianeum. Zuletzt entstand die Prinzregentenstraße. Mit Ausnahme der Maximilianstraße spielten diese Prachtstraßen eine wichtige Rolle für die Selbstdarstellung des Regimes in nationalsozialistischer Zeit. In der Prinzregentenstraße befand sich die offizielle Privatadresse des Diktators. Alle vier Boulevards wurden dann nach dem Zweiten Weltkrieg durch den Bau des Altstadtrings in ihrem architektonischen Erscheinungsbild beeinträchtigt.

## Avenues in amerikanischen Städten

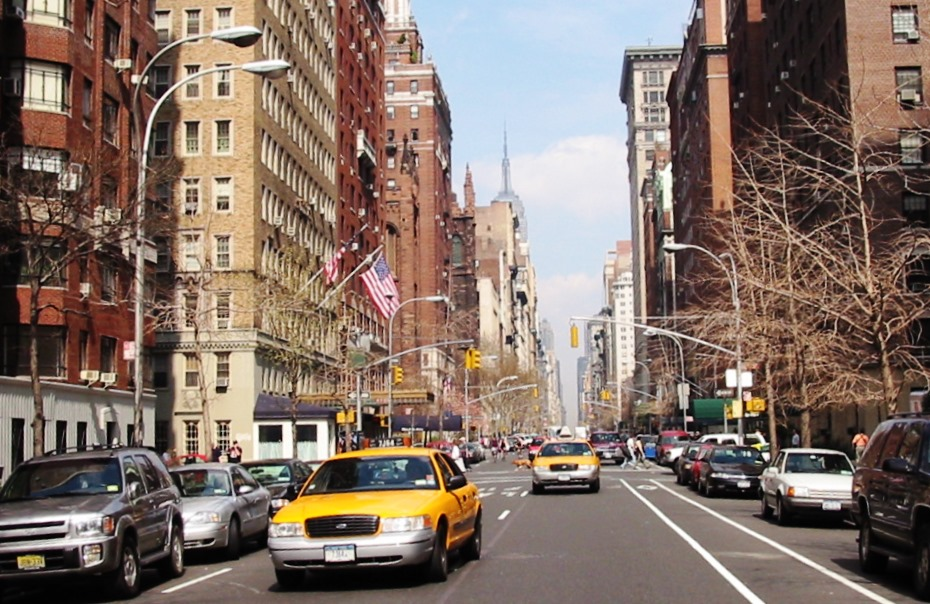
Fifth Avenue in New York City

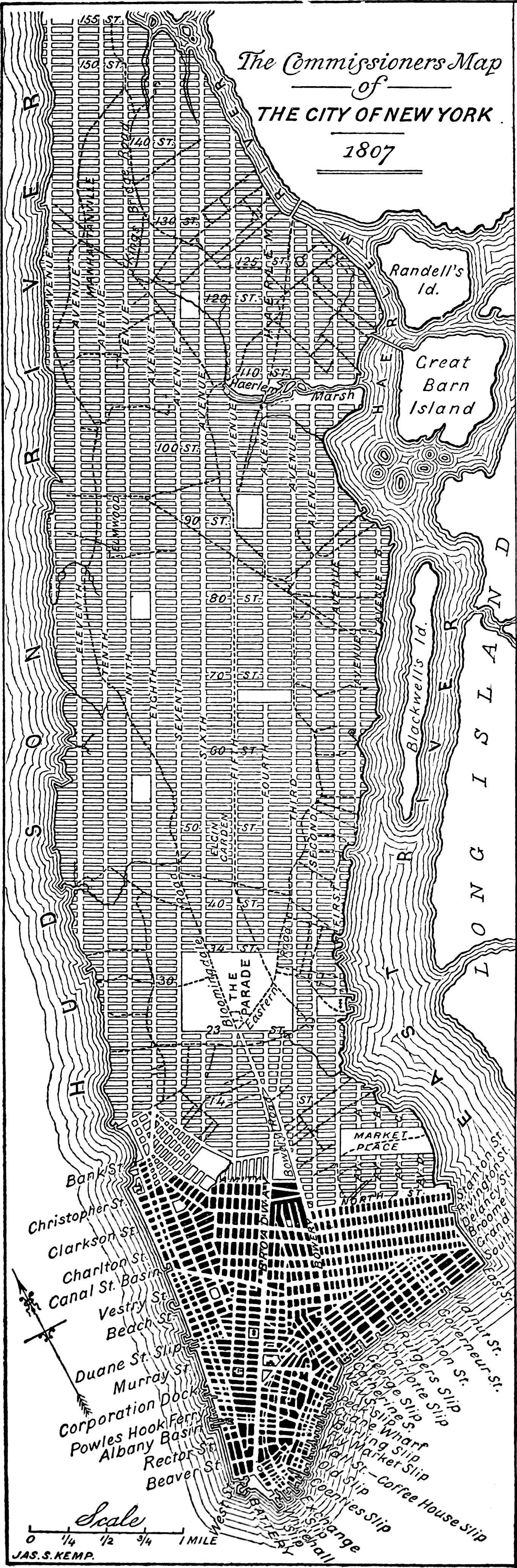
New York City: Reprint der 1807 entstandenen Version des „Commissioner's Grid Plan“

Die Avenue des Champs-Élysées inspirierte weltweit den Bau des Paseo de la Reforma in Mexiko-Stadt, der Avenida 9 de Julio in Buenos Aires und des Benjamin Franklin Parkway in Philadelphia. Die 1791 von Pierre L’Enfant zwischen dem Kapitol und Washington Monument in Washington, D.C. geplante Washington Mall (heute National Mall) wurde zwar als „Grand Avenue mit einer Breite von 122 Metern und einer Länge von ungefähr einer Meile“ geplant, ist jedoch weder eine Avenue noch ein Platz, sondern eine Grasfläche.
Das am 21. März 1811 vom New Yorker Chefkartografen John Randel Jr. vorgelegte rechtwinklige Straßengittersystem („grid pattern“) in Manhattan mit Avenues in Nord-Süd- und Streets in Ost-West-Richtung wurde durch den Commissioners’ Plan am 22. März 1811 genehmigt und sukzessive umgesetzt (siehe auch Randel-Plan). Die nächsten 10 Jahre verbrachte Randel damit, die Straßenverbindungen von der First Street bis zur 155th Street in Manhattan schachbrettartig weiterzuentwickeln, ohne dabei Rücksicht auf die Topografie zu nehmen. 1814 verbesserte er seine kartografischen Aufzeichnungen. Es entstanden elf Avenues mit etwa 33 Metern Breite, rechtwinklig gekreuzt von 155 Streets mit einer Breite zwischen 15 und 33 Metern. Ein Jahr vor seinem Tod nannte Randel 1864 dieses Gittermuster „den Stolz und Ruhm der Stadt“. Einzige Ausnahme des „grid pattern“ bildet der diagonal verlaufende Broadway, der bereits 1642 bei Ankunft des holländischen Entdeckers David de Vries bestand und später den holländischen Namen „Breede weg“ erhielt. Man entschied sich, den meisten der 11 Avenues und 155 Streets keine Namen zu geben, sondern sie fortlaufend zu nummerieren. In anderen amerikanischen Städten weisen „Avenues“ auf bestimmte Stadtteile hin, so etwa in San Francisco auf den Richmond District und Sunset District. Seitdem sind in vielen nordamerikanischen Städten Avenues die wesentlichen Bestandteile im Straßengitternetz.

## Andere berühmte Avenues
- Fifth Avenue, New York City
- Avenue of the Americas, New York City
- Avenida 9 de Julio, Buenos Aires
- Avenida Paulista, São Paulo
- Avenida da Liberdade, Lissabon
- The Mall, London
- Bulevardul Unirii, Bukarest
- Bulevardi Dëshmorët e Kombit und Bulevardi Zogu i Parë, Tirana